# La Baroche
La Baroche é uma comuna da Suíça, situada no distrito de Porrentruy, no cantão de Jura. Tem 31,1 km² de área e sua população em 2018 foi estimada em 1.162 habitantes.